# Dytiscus hastatus
Dytiscus hastatus là một loài bọ cánh cứng trong họ Bọ nước. Loài này được Herbst miêu tả khoa học năm 1779.